# Alcide (U-Boot)
Die Alcide, auch HMS Alcide (Kennung: P415, später S65), war ein U-Boot der Royal Navy, das zur Amphion-Klasse gehörte, die auch als A-Klasse oder als Acheron-Klasse bezeichnet wird. Die U-Boote der Amphion-Klasse wurden für den Einsatz in Fernost entwickelt, wo die Größe des Pazifischen Ozeans große Reichweite, hohe Oberflächengeschwindigkeit und relativen Komfort für die Besatzung zu wichtigen Merkmalen machte, um viel größere Patrouillenbereiche und längere Zeiträume auf See zu ermöglichen, als es die britischen U-Boote, die im Atlantik oder im Mittelmeer stationiert waren, nötig hatten.
Sie wurde am 2. Januar 1945 in der Werft von Vickers-Armstrong in Barrow-in-Furness auf Kiel gelegt, lief am 12. April 1945 vom Stapel und wurde am 18. Oktober 1946 fertiggestellt. Wie bei allen Booten der Amphion-Klasse beginnt ihr Name mit dem Buchstaben A. Alcide ist die französische und italienische Version von Alcides, einem anderen Namen des Herakles.

## Aufbau
Wie alle U-Boote der Amphion-Klasse hatte die Alcide eine Verdrängung von 1.360 Tonnen an der Oberfläche und 1.590 Tonnen unter Wasser. Sie hatte eine Gesamtlänge von 89,46 m, eine Breite von 6,81 m und einen Tiefgang von 5,51 m. Angetrieben wurde das U-Boot von zwei Admiralty-ML-Achtzylinder-Dieselmotoren mit einer Leistung von jeweils 2.150 PS (1.600 kW). Es enthielt auch vier Elektromotoren mit einer Leistung von jeweils 625 PS (466 kW), die zwei Wellen antrieben. Es konnte maximal 219 Tonnen Diesel bunkern, nahm aber normalerweise zwischen 159 und 165 Tonnen auf.
Das U-Boot hatte eine maximale Oberflächengeschwindigkeit von 18,5 Knoten (34,3 km/h) und eine Unterwassergeschwindigkeit von 8 Knoten (15 km/h). Getaucht konnte es 90 Seemeilen (170 km) mit 3 Knoten (5,6 km/h) oder 16 Seemeilen (30 km) mit 8 Knoten (15 km/h) fahren. Aufgetaucht war es in der Lage, 15.200 Seemeilen (28.200 km) mit 10 Knoten (19 km/h) oder 10.500 Seemeilen (19.400 km) mit 11 Knoten (20 km/h) zurück zu legen. Die Alcide war mit zehn Torpedorohren (21 Zoll, 53,3 cm), einem 10,2-cm-Schiffsgeschütz (QF, 4 Zoll, Mk XXIII), einer 2,0-cm-Maschinenkanone von Oerlikon und einem britischen Vickers-Maschinengewehr (.303) ausgerüstet. Die Torpedorohre waren an Bug und Heck angebracht, an Bord befanden sich zwanzig Torpedos. Die Besatzung bestand aus sechzig Mann.

## Einsatzgeschichte
Im Jahr 1952 wurde die Alcide für ein gemeinsames U-Boot-Training mit der Royal Canadian Navy nach Kanada geschickt.
1968 nahm sie an den Navy Days in Portsmouth teil.
Am 18. Juni 1974 wurde die Alcide zum Abwracken verkauft und in Hull verschrottet.